# Kirkcaldy
Kirkcaldy (/kɪrˈkɔːdi/ⓘ, en gaélico escocés: Cair Chaladain) es la ciudad más grande  de Fife, Escocia en el Reino Unido. Kirkcaldy es conocida como The Lang Toun («La ciudad larga») en escocés. Este nombre deriva de la expansión original de la ciudad en una franja fina paralela al frente marítimo. La ciudad se desarrolló hacia abajo y hacia arriba de la costa, rodeando comunidades separadas previamente, pero también de manera extensiva tierra adentro, por lo que actualmente el término The Lang Toun es solo una referencia a su forma histórica.
Generalmente se piensa que el nombre Kirkcaldy deriva de las palabras pictas caer, que significa fortaleza, y caled, que significa fuerte, y de la palabra gaélico escocés dun, que también significa fortaleza. De ahí proviene el gaélico moderno Cathair Challdainn. Otras teorías, en la que los Culdees están menos favorecidos, involucran a la palabra escocesa kirk, que significa iglesia.
La ciudad está situada en la costa septentrional del Fiordo de Forth. Los antiguos burgos de Dysart, Linktown y Pathhead, y de los pueblos de Sinclairtown y Gallatown están actualmente incorporados a Kirkcaldy.
El tamaño de Kirkcaldy refleja su importancia histórica como el establecimiento más grande de la costa este, entre Edimburgo y Dundee. Su ubicación en una bahía del Fiordo de Forth relativamente protegida permitió el crecimiento del puerto, que contaba con una considerable flota pesquera. Su interior incluye buenas tierras de labranza y minerales ricos en carbón. El último barco que ingresó al puerto lo hizo en 1991. La mayor parte del área del muelle se consolidó con la construcción de edificios. La oficina del Capitán de Puerto, una construcción pequeña pero prominente con un techo de pizarra, tuvo que ser demolida tras un incendio en 2004.  Una asociación vecinal desea recrear la antigua casa.
Kirkcaldy fue famosa durante la mayor parte de los siglos XIX y XX por la fabricación de linóleo. La ropa se produce con lino del lugar para la semana anual de Links Market (la feria más grande de Europa) que celebró su 700.º aniversario en 2004. La ciudad aún tiene uno de los frentes marítimos más largos de Europa, que da al Fiordo de Forth. Se supone que en el siglo XVII tuvo uno de los consulados letones más antiguos, que reflejaba siglos de intercambio con Escandinavia, los Países Bálticos y los Países Bajos.

## Historia
Se dice que la batalla de Raith tuvo lugar cerca de Kirkcaldy en 596 a. C.
Kirkcaldy fue entregada a los monjes de la abadía de Dunfermline en 1364, con la condición de un pacto mutual de protección contra los invasores marítimos, quienes ya habían devastado Neuk del este. El estado de la ciudad como burgo real fue confirmado por Carlos I (1625-49) en 1644. Kirkcaldy creció alrededor de su puerto, cerca de Burn del este, y se expandió rápidamente en el siglo XIX con el desarrollo de la industria textil, del lino y del carbón.
Entre 1975 y 1996, fue el centro administrativo del Distrito de Kirkcaldy. El Distrito, que incluye los pueblos y las ciudades circundantes, tiene una población de alrededor de 150 000 personas. El término continúa siendo utilizado ocasionalmente en la actualidad.
El centro de Kirkcaldy fue diseñado como un área de conservación en 1980 y entre otras construcciones interesantes están la Antigua Kirk (Antigua Iglesia Parroquial) con su torre medieval, el castillo Ravenscraig (del siglo XV), el paseo del Marinero (del siglo XVII), el Museo y Galería de Arte de Kirkcaldy (1925), el Centro Adam Smith (1894-99), la Ciudad de Estilo Nórdico (diseñada en 1937 por David Carr), la Dunnikier House (construida en los años 1790 y ahora hotel) y la iglesia de St Brycedale (1877-81), que tiene 60 metros de alto y toma su nombre del santo patrono de Kirkcaldy.

## Personajes ilustres

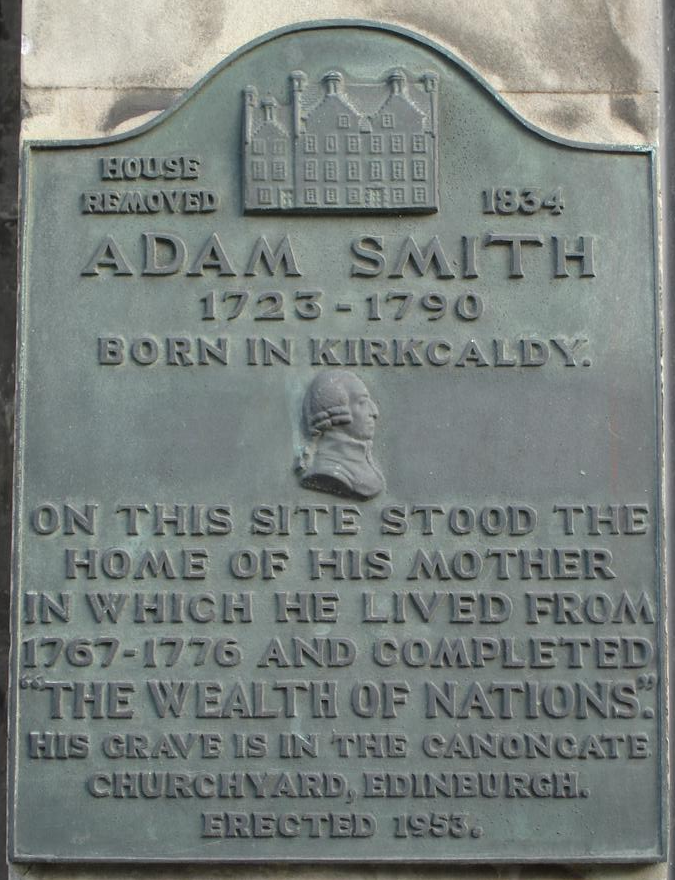
Placa conmemorando la construcción en la cual Adam Smith completó La riqueza de las naciones, en la calle mayor de Kirkcaldy.

Además de Adam Smith (1723-90), el «padre de la economía moderna»; Sandford Fleming (1827-1915), quien estableció el Tiempo Universal (Universal Time), y Robert Adam (1728-92), uno de los arquitectos más famosos de Escocia, Kirkcaldy ha sido la ciudad natal de otros famosos.
Las figuras de la Reforma Protestante Henry Balnaves y George Gillespie nacieron en la ciudad, y, en tiempos más recientes, también Frederick Coutts, 8° general del Ejército de Salvación.
John Philip, un misionero de Sudáfrica, nació en Kirkcaldy en 1775.
En política, Kirkcaldy cuenta con los hijos del sexto Gobernador General de Australia, Ronald Munro-Ferguson y de David Steel, antiguo líder del Partido Liberal. El primer ministro británico, Gordon Brown (1951-), aunque nació en Giffnock, Glasgow, se trasladó a Kirkcaldy cuando tenía tres años, asistió a la Kirkcaldy High School y es actual Diputado del Parlamento del Reino Unido. En deportes, el dos veces campeón mundial de dardos, Jocky Wilson, nació en la ciudad y vive en el área de Lauder Road. También el piloto de carreras, Peter Dumbreck, nació y creció en el área de Dysart. En el área de la cultura rock, el bajista de Coldplay, Guy Berryman, proviene de Kirkcaldy.
Val McDermid, periodista y autor (sus obras incluyen: Wire in the Blood y Distant Echo), nació y se crio en Kirkcaldy, aunque las notas de sus libros se refieren sólo a una «pequeña ciudad minera escocesa». La niña autora Marjorie Fleming ('Pet Marjorie') (1803-1811) nació y murió en Kirkcaldy.
El fenologista aficionado, David Grisenthwaite, vivió en esta área.
Colin Cameron, futbolista profesional, también nació en el área de Linktown de Kirkcaldy. Este comenzó su carrera con los Raith Rovers F.C.
Bertha Wilson (1923-2007), la primera jueza de la Tribunal Supremo de Canadá y del Tribunal de Apelaciones de Ontario, nació en Kirkcaldy.

## Deportes

### Fútbol
El equipo local de fútbol de mayor antigüedad en la ciudad es el Raith Rovers F.C., que juega en el Stark's Park. El club se formó en 1883. Con la dirección técnica de Frank Connor, en 1990, ascendió a primera división, y se desempeñó en la Premier League escocesa en las temporadas 1992/1993 y 1995/1997. También ganó la Copa Coca Cola (ahora CIS) contra el Celtic en 1994 y jugaron en la copa UEFA en 1995.
Kirkcaldy tiene una parte juvenil conocida como Kirkcaldy YM F.C., que juega en la East Region, Central Division.

### Rugby
Kirkcaldy también tiene un equipo activo de rugby, el Kirkcaldy RFC, que actualmente juega en la liga BT Premiership 3 realizada en el Parque Beveridge. Consiguieron promocionar como líderes de la Premiership 3, al final de la temporada 1996/1997, a la Premiership 1, en 1999, jugando contra equipos como Boroughmuir, Watsonians, Glasgow Hawks, Currie y Hawick. Su jugador Matthew Harvey tuvo varias apariciones en el seleccionado escocés.

### Hockey sobre hielo
El equipo más antiguo de hockey sobre hielo del Reino Unido, los Fife Flyers, fue fundado en la ciudad, desempeñándose en el Fife Ice Arena de la calle Rosslyn. Jugaron en la actualmente desaparecida British National League junto a equipos de Guildford, Milton Keynes, Slough, Dundee y Paisley. El futuro del equipo peligró en la temporada 2005/2006 tras la disolución de la British National League. Esto dio como resultado su unión a la Scottish National League, jugando con equipos de una calidad considerablemente más baja. Tienen previsto trasladarse de su lugar de entrenamiento al nuevo Ice Arena de Kirkcaldy cuando finalice su construcción. Un problema eléctrico que causó un incendio en el lugar el 28 de febrero de 2007 hizo que los Flyers se tuviesen que trasladar a Edimburgo durante algunos meses hasta la finalización de la anterior construcción. Sus rivales de Murrayfield, Dundee y Paisley les ofrecieron a los Flyers sus pistas de patinaje para entrenar. Sin embargo, éstos regresaron a su lugar de entrenamiento, jugando su primer partido el 29 de septiembre de 2007.

### Motociclismo
El Parque Beveridge hospedó en la ciudad en 1974 una carrera de motociclismo, tras la construcción del circuito de Knockhill.

### Golf
Kirkcaldy tiene dos campos de golf. El Kirkcaldy Golf Club comúnmente conocido como el campo Balwearie fue establecido en 1904 y originalmente diseñado por Old Tom Morris. Es un campo de 18 hoyos en 150 acres de zonas verdes. El campo se mantiene en una base regular, tiene una sede que sirve comidas, un bar con bebidas alcohólicas y un pequeño negocio de golf. También hay un pequeño minigolf para practicar, antes de pasar por el primer hoyo.
El Dunnikier Park Golf Course abrió en 1963 como un campo de zonas verdes de 18 hoyos ubicado al norte de la ciudad. Es adyacente al Dunnikier House Hotel y al Dunnikier Park Golf Club, que sirve de sede. Dunnikier es un campo municipal.

## Educación

### Educación adicional

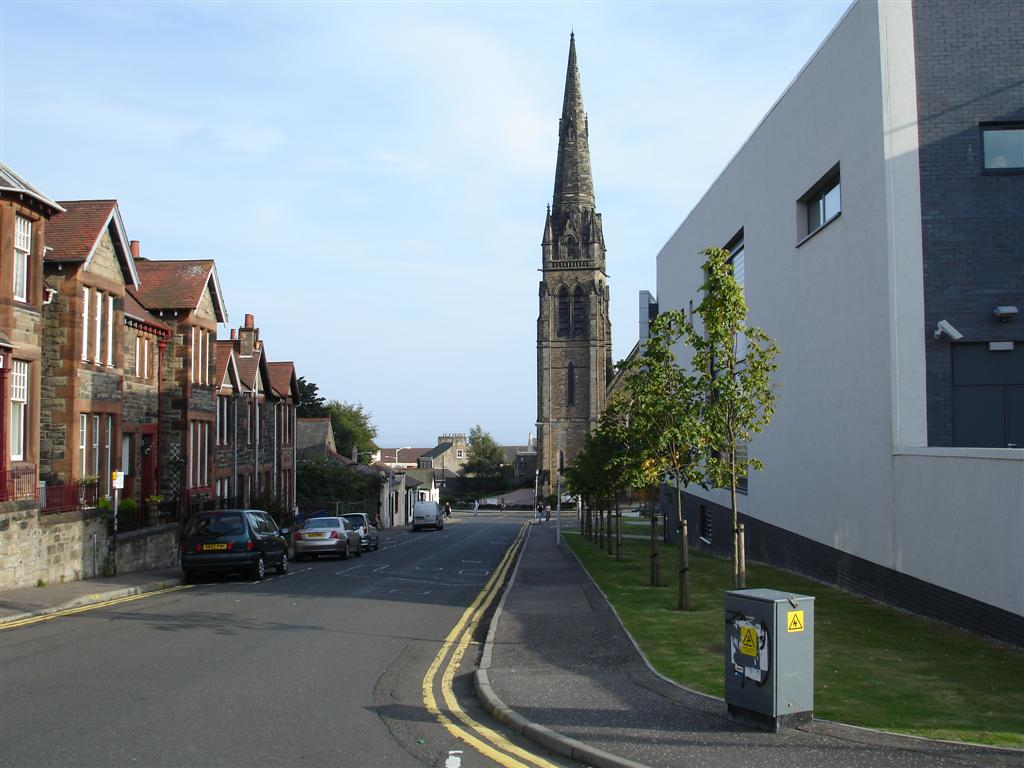
El campus St. Brycedale del Adam Smith College a la izquierda, y en la parte de atrás la iglesia de St. Brycedale.

El Adam Smith College, formado en agosto de 2005 tras la combinación del Fife College con el Glenrothes College, tiene dos campus principales en Kirkcaldy, siendo el principal el de St. Brycedale (el otro es el de Nairn Campus). Proveen formación y educación para más de 15 000 personas. Los actores Ewan McGregor, Sharon Small, Dougray Scott y Shirley Henderson, el DJ Edith Bowman y el artista Jack Vettriano son algunas de las personas famosas que concurrieron al College.
La Escuela de Enfermería y Gineco-Obstetricia de la Universidad de Dundee tiene un campus en Kirkcaldy, ubicado cerca de la estación de ferrocarril, cuyo cierre se consideró cuando la Universidad quiso cerrar el campus y trasladarlo a Dundee, a comienzos de 2006.

### Enseñanza secundaria

#### Balwearie High School
La Balwearie, ubicada en Balwearie Gardens, abrió originalmente en 1964 como una escuela primaria (para aquellos que no aprobaron el eleven plus exam). La escuela se convirtió en secundaria en 1972. El "mago de Balwearie", Michael Scot, está asociado según la tradición local a un castillo situado en un campo al oeste de la escuela. Balwearie es una de las High Schools más grandes de Escocia, y cuenta con un promedio de 1750 alumnos. La escuela opera un Departamento de Educación Especial adyacente. En los últimos años la escuela trató de reducir su gran admisión de alumnos.
Sus zonas de captación son: Kirkcaldy West, Dunnikier, Burntisland, Kinghorn y Strathallan.

#### Kirkcaldy High School
La Kirkcaldy está ubicada en Dunnikier Way. Kirkcaldy fue la principal High School para aquellos alumnos que fueron capaces de aprobar su eleven plus exam. La Kirkcaldy High School fue extendida y las nuevas construcciones abrieron en 1993. La High School también operó una construcción para estudiantes primarios en Templehall, hasta que la construcción cayó en desuso. Sus zonas de captación son: Capshard, Torbain, Valley, Cardenden, Fair Isle y Dunearn (que solía estar dividida entre Kirkcaldy y Balwearie, dependiendo del lado de la colina en que se viva, es ahora una completa zona de captación de Kirkcaldy debido al foco de Balwearie en Strathallan y a la baja de categoría en la cantidad de alumnos que ingresan a la escuela).

#### St Andrew's RC High School
La St Andrew's fue fundada en 1959 y es una de las dos escuelas secundarias católicas de Fife. Está ubicada en Overton Road. Las escuelas primarias de captación son St Marie's RC, St Paul's RC (Glenrothes), St Ninian's (RC Cardenden), St Patrick's RC (Lochgelly), St Agatha's RC (Leven), St Columba's RC (Cupar), y Greyfriars RC (St Andrews).
El número de alumnos es de aproximadamente 800. St Andrew's tiene enlaces con escuelas de Alemania, Francia y Malaui. Es una escuela de comercio justo, y ganó el Premio Internacional Escolar 2007-2010.

#### Viewforth High School
Viewforth está ubicada en Loughborough Road. Sus zonas de captación son: Pathhead, Kirkcaldy North, Sinclairtown y Dysart. Viewforth fue fundada en los años 1910 y desde esta época ha sido una parte importante de la comunidad local de Kirkcaldy del este. Sin embargo, hace dos años hubo planes de reubicar la escuela debido a que algunas de sus partes requieren mejoras.

### Escuelas Primarias
- Capshard
- Dunearn
- Dunnikier
- Dysart
- Fair Isle (esta escuela fue demolida y reconstruida. Abrió nuevamente en noviembre de 2006, tras ser retrasada desde octubre de 2006)
- Kirkcaldy North
- Kirkcaldy West
- Pathhead
- Sinclairtown
- Strathallan (abierta en enero de 2007, es la incorporación más reciente de Kirkcaldy)
- St Marie's RC
- Torbain
- Valley

Algunas de las escuelas primarias de Kirkcaldy tienen una enfermería adjunta cerca de la construcción principal. Esto sucede en: Capshard, Fair Isle, Torbain y Kirkcaldy West.

## Compras y ocio

### Centro de Kirkcaldy
El The Mercat Shopping Centre (market para los escoceses, y comúnmente conocido como The Mercat) abrió en 1973 y está ubicado en el centro de la ciudad. Hasta 1782 hubo un Mercat en la calle mayor. Una placa erigida por la sociedad civil fuera de la sucursal actual de Marks and Spencer marca su antigua posición.
La calle mayor de Kirkcaldy se convirtió en peatonal en 1991 y en ella se ubicaron muchos negocios familiares de venta de joyas. Kirk Wynd tiene las oficinas de Fife Free Press y un pub (The Robert Nairn). Todas estas calles están cerca de la estación de autobús. Kirkcaldy también tiene otro pequeño centro de compras en la calle Hill, conocido como The Postings.
La pileta de Kirkcaldy abrió en 1972. Dentro de sus facilidades se encuentra una pileta pequeña para niños, una pileta de tamaño medio y una pileta grande con un trampolín. También hay un pequeño café.

### Ubicaciones periféricas y urbanizaciones propuestas
Se fijó un plan para construir un nuevo centro comercial en la zona ribereña, a través de la explanada y a 70 metros fuera del fiordo de Forth, que se extendería desde la última parte occidental de la calle mayor hasta el puerto de Kirkcaldy. A esta aplicación se le rechazó el permiso de obras en 2006 por varias razones tales como: estaba fuera de contexto y carácter con respecto al paisaje urbano, las pequeñas peatonales no habrían permitido la urbanización para complementar el centro existente y además los solicitantes no pudieron demostrar que los impactos medioambientales de la urbanización fuesen aceptables. Sin embargo, desde abril de 2007, la urbanización de la zona ribereña continúa (con un cine como principal atracción) en menor escala. Esto cuenta con el apoyo total del ex primer ministro, Jack McConnell, para rejuvenecer el centro comercial.
El único parque comercial de Kirkcaldy, que está ubicado en el antiguo sitio de la Capilla Hacienda, cuenta con un gran negocio de Sainsburys, otras once unidades de venta al público y tres restaurantes de comida rápida entre los cuales hay un Pizza Hut, un Auto Mc y un KFC. Dentro de los próximos proyectos, una nueva carretera, situada en el fondo de la hacienda, será construida para unir el parque comercial con la nueva urbanización de Rowanbrae, Chapelhill y Hollybrae. Actualmente se planea que un nuevo negocio de B&Q, al lado de un comercio de Argos, sea construido en reemplazo de las seis unidades y de las dos unidades adicionales del actual parque comercial, que serán demolidas y reubicadas según el nuevo proyecto. Se espera que las obras comiencen en octubre de 2007 para incluir 360 nuevos espacios de aparcamiento de autos.
Continuaron las especulaciones con respecto a la construcción de otro parque comercial detrás del hospital y del Nairn's Lino Works Museum, cuya construcción estaba prevista a realizarse en el sitio de la antigua fábrica de Nairn, en la calle del mismo nombre. Este estaría sujeto posiblemente a un supermercado Morrisons. La propuesta fue rechazada por el Condado de Fife, que decidió que la urbanización estaría situada demasiado lejos del centro para ser productiva.
Próximamente, Kirkcaldy podría contar con un nuevo centro de recreación en el Parque Kingslaw. La audiencia oficial se encuentra actualmente en proceso —inclusive la extracción de veta de carbón local— luego de la cual comenzará el trabajo de construcción. La MSP local, Marilyn Livingstone, apoya este proyecto, además de la controversial sustitución de la pileta de la ciudad.

## Ocio

### Parques públicos
El Parque Beveridge fue legado a la ciudad en 1892 por Provost Michael Beveridge como tributo a su difunta esposa. El parque opera un paseo en barco por el estanque, un pequeño parque de skate, un campo de bolos, un minigolf y contiene la cancha del Kirkcaldy RFC.
El Parque Ravenscraig, ubicado entre Dysart y las arenas de Pathhead, se extiende a lo largo de la costa hasta el puerto de Dysart, comprendiendo varias ensenadas.
El Parque Gallatown y el Parque Dunnikier están ubicados al norte de la ciudad.

### Música
Kirkcaldy fue sede de varias bandas de gaitas. Actualmente la ciudad tiene la Banda de Gaitas de Kirkcaldy y del Distrito, que lleva el nombre de K.U.S.I. (Kirkcaldy United Services Institute), y la Banda de Gaitas de Argos.

### Museo y Galería de Arte de Kirkcaldy
El Museo y Galería de Arte de Kirkcaldy está ubicado en War Memorial Gardens, detrás de la estación principal de ferrocarril, y fue donado a la ciudad en 1928 por John Nairn, magnate del linóleo. La galería de arte contiene muchas pinturas famosas realizadas por la Escuela de Glasgow y por Coloristas escoceses, tales como Samuel Peploe y John Duncan Fergusson.

### Biblioteca Central de Kirkcaldy
La Biblioteca Central de Kirkcaldy está alojada en el mismo edificio del Museo y Galería de Arte. Cuenta con una sección para niños, para adultos y una biblioteca de consulta. También hay un retrato de John Nairn, que donó la biblioteca a la ciudad, ubicado en la sección para adultos.

#### Proyecto de Reubicación
Hubo un proyecto de trasladar la Biblioteca Central de Kirkcaldy debido a que el War Memorial Gardens no habría tenido espacio suficiente en el edificio. Si esto se hubiese dado, el Museo y Galería de Arte se habría ampliado al espacio desalojado. Una posible nueva ubicación fue una parcela de tierra abandonada, sobre la cual se mantuvo alguna vez la fábrica de Nairn, en la calle de igual nombre. El proyecto fue abandonado y, por el momento, el museo y la librería permanecerán en su sitio actual. El dinero será utilizado en un proyecto de renovación del edificio por el costo de 1 millón de euros.

### Teatro Adam Smith
El teatro local de Kirkcaldy, el Adam Smith, está ubicado en Bennochy Road. Fundado el 11 de octubre de 1899 por Andrew Carnegie, era conocido originalmente como Adam Smith Halls (Salones Adam Smith), hasta que fue sometido a una importante renovación, que alteró radicalmente su interior. Se lo llama locamente Centro Adam Smith.

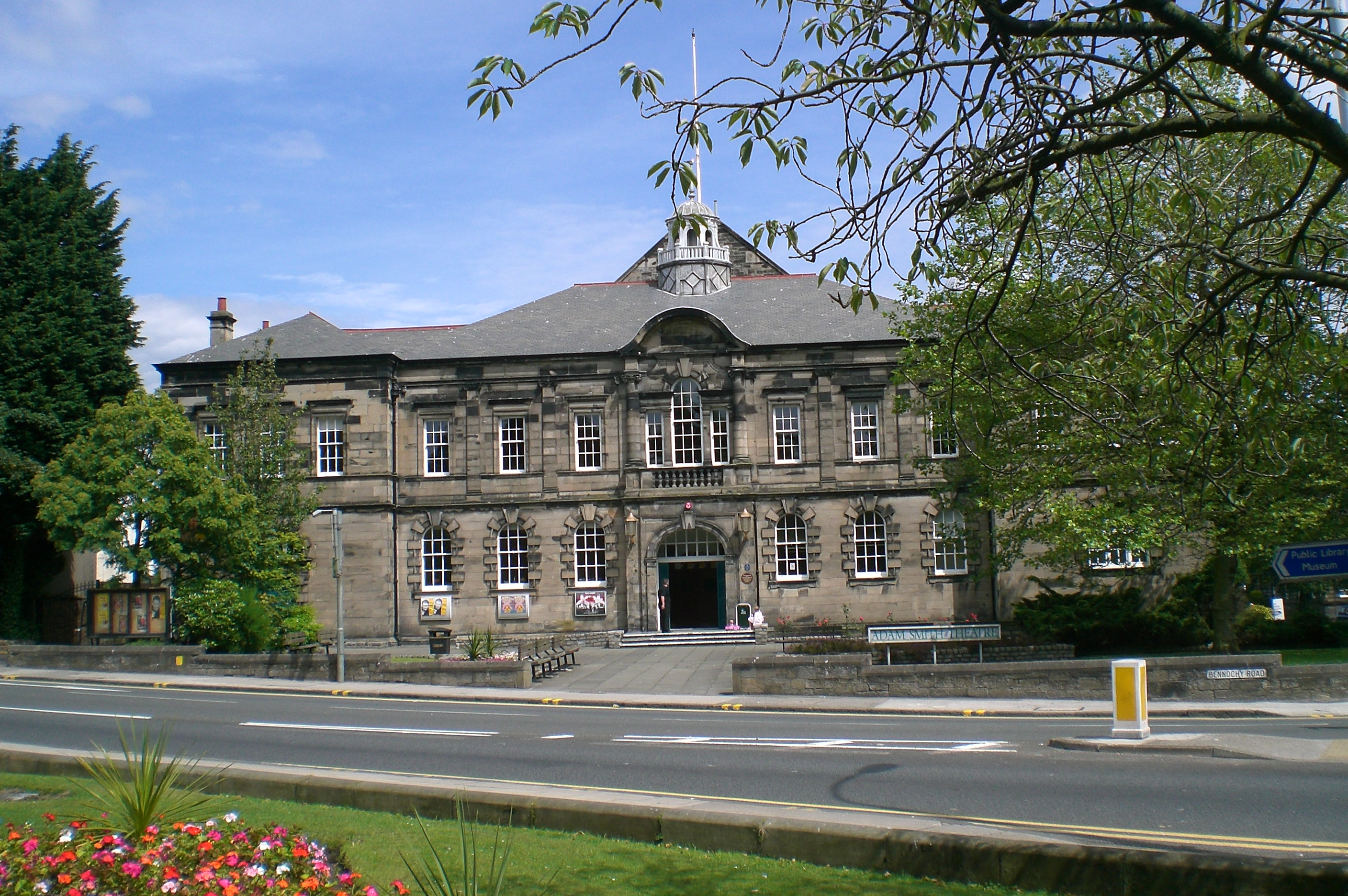
El Teatro Adam Smith

A través de los años ha hospedado apariciones regulares de compañías de Birmingham; pantomimas navideñas anuales; obras cómicas, tales como la gira I have a cunning plan de Tony Robinson, Billy Connolly, Tommy Cooper y Jim Davidson. El teatro también es la sede de la KADS (Kirkcaldy Amateur Dramatic Society), KAOS (Kirkcaldy Amateur Operatic Society) y KGASS (Kirkcaldy Gilbert & Sullivan Society) quienes realizan interpretaciones musicales y operetas todos los años. Sus producciones previas incluyen Chess, Cabaret y The Mikado. Otros famosos que pasaron por su escenario han sido Leslie Crowther, Barbara Dickson, Allan Stewart y Des O'Connor.
El teatro es el principal punto de reunión en Kirkcaldy durante el Festival anual de Música de Fife, realizado normalmente desde la tercera semana de enero hasta la primera semana de febrero. El propósito de este es promover todo tipo de música invitando a violinistas locales, cantantes, coros escolares y grupos instrumentales.
El auditorio principal sirve como el único cine de la ciudad.

## Empleo
Los puestos de trabajo en Kirkcaldy están concentrados en gran parte en el norte de la ciudad. Los lugares principales son Mitchelston, Randolph y el John Smith Business Park. También los sitios industriales más pequeños están ubicados en Smeaton, Hayfield, Dysart, el puerto e Invertiel.
Kirkcaldy emplea alrededor de 21 500 personas, lo que representa el 16 % del empleo en Fife. El desempleo en Kirkcaldy sobrepasa el 4,9 % nacional. El mayor generador de empleo en Kirkcaldy es MGT, un call centre. Forbo Nairn (alfombras), ESA McIntosh Ltd (fabricantes de muebles) y Kingdom Bakers Ltd (restaurante) generan también una gran cantidad de puestos de trabajo en Kirkcaldy.
No existen proyectos para proveer un espacio empresarial al este de Kirkcaldy, cerca del sitio de urbanización de Kingslaw. Esta última forma una de las áreas estratégicas de desarrollo de Fife. Está dirigida a la escasez de trabajo en Kirkcaldy e intenta reducir el alto nivel de desempleo en la ciudad y en sus áreas de acceso al trabajo, que han visto a Kirkcaldy oficialmente marcada como la tercera ciudad más pobre del Reino Unido.

## Transporte

### Estación ferroviaria de Kirkcaldy
La estación ferroviaria de Kirkcaldy está ubicada al noroeste del centro de la ciudad, detrás de la Biblioteca de Kirkcaldy y de la Galería de Arte en Station Road. La construcción de la estación actual fue completada en 1987, tras la destrucción de la anterior por un incendio.
Las estaciones en Dysart y Sinclairtown fueron cerradas durante los cortes de las vías de Beeching.
Hubo una propuesta de reabrir la estación de Sinclairtown.

### Servicio Hovercraft
Entre el 16 y el 28 de julio de 2007 un servicio de aerodeslizador (comercializado como Forthfast) fue operado entre Kirkcaldy y Portobello. Stagecoach operó el servicio de prueba y están considerando establecer este enlace en bases permanentes.

## Hospitales

### Hospital Forth Park
Forth Park es el hospital maternal de Kirkcaldy. Está previsto que permanezca abierto hasta el traslado de sus salas de maternidad a una nueva ala del hospital Victoria, cuya construcción comenzó en 2007 y finalizará en 2010.

### Hospital Victoria
El hospital Victoria, situado en Hayfield Road, es el hospital principal de la ciudad, y abastece a las áreas de Kirkcaldy, Glenrothes y Levenmouth. El hospital Whytesman's Brae, al otro lado del camino, forma parte del mismo complejo, y atiende primeramente a los pacientes psiquiátricos y a los más viejos.

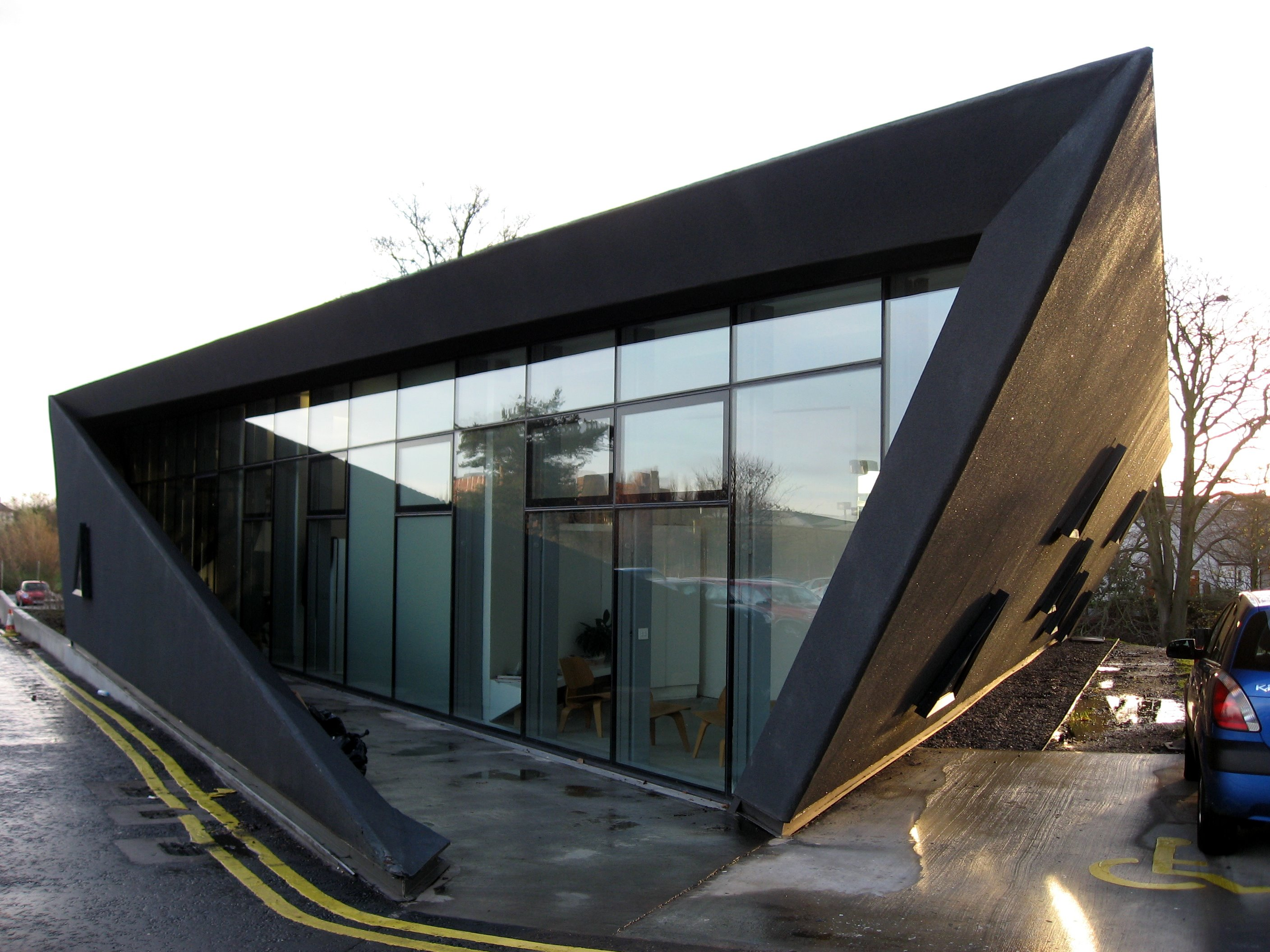
Centro Maggie, Kirkcaldy

El hospital se vio amenazado por la posible pérdida de su departamento de urgencias en 2005. Estos servicios fueron movidos al Hospital Queen Margaret en Dunfermline, pero este proyecto fue retraído tras una reacción violenta.
El hospital tiene adyacentemente el centro Maggie para enfermos de cáncer. El centro, realizado con forma de prisma, fue diseñado por Zaha Hadid, y es su única edificación actualmente completa en el Reino Unido. El dinero para el proyecto fue conseguido a través de la solicitud del Maggie a la Fife Free Press.
Una nueva ala mayor actualmente en construcción incluirá un centro de cuidados de emergencia, una unidad maternal, cuidado crítico, cuidado coronario, un escáner ultrasonido y once nuevas salas de operación. Se espera que esto sea completado a comienzos de la próxima década.

## Medios de comunicación
Kirkcaldy tiene un periódico semanal, The Fife Free Press, que se publica cada jueves. Este contiene nuevos artículos locales, una sección deportiva, un listado de cine y teatro, una sección de clasificados y una página dedicada a proyectos escolares. Además, el Fife Herald & Post, un periódico gratuito, se entrega cada semana en los hogares de Kirkcaldy.
La principal estación de radio de Kirkcaldy es Forth One, presentada desde Edimburgo, que cubre el área de Fife del sur en la 97.3 MHz (FM) desde el sitio de transmisión en Craigkelly, cerca de Burntisland, hasta su estación hermana, la Forth 2, en la 1548 kHz (AM). El hospital Victoria tiene su propia estación de radio en la edificación principal, en Whyteman's Brae Hospital y en la hospedería. Conocida como Classic VRN, es presentada desde 2002 las veinticuatro horas del día por la 1287 kHz (AM).
Kingdom FM es presentada desde la ciudad de Markinch. Cubre el área de Kirkcaldy en la 96.1 y en la 96.6 MHz (FM). Otras estaciones de radio que pueden ser recibidas son la Tay FM, de Dundee, en la 102.8 MHz (FM) y la Real Radio, con base en Glasgow, en la 101.1 MHz (FM)

## Política e información regional

### Subdivisiones políticas
Desde 1975, Kirkcaldy debe su nombre al distrito gubernamental local de la región escocesa de Fife. Desde 1996 está incluida en el área unitaria de Fife.

### Circunscripciones electorales

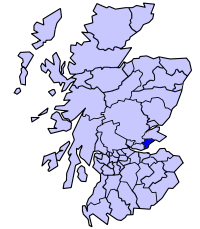
Mapa de Kirkcaldy en 1975

Existe una circunscripción electoral de Kirkcaldy del Parlamento de Escocia. La actual MSP de Kirkcaldy es Marilyn Livingstone, del Partido Laborista, que gobierna desde 1999, año de nacimiento del Parlamento de Escocia.
Kirkcaldy forma parte de la circunscripción electoral de Kirkcaldy y Cowdenbeath del Parlamento del Reino Unido, que, desde 2005, reemplazó la antigua circunscripción de Kirkcaldy.
El ex primer ministro del Reino Unido, Gordon Brown, es MP de Kirkcaldy y Cowdenbeath.[cita requerida] Lewis Moonie mantuvo el puesto anteriormente por dieciocho años, tras convertirse en lord en la Cámara de los Lores, donde es conocido como Barón Moonie de Bennochy.

### Constabulario de Fife

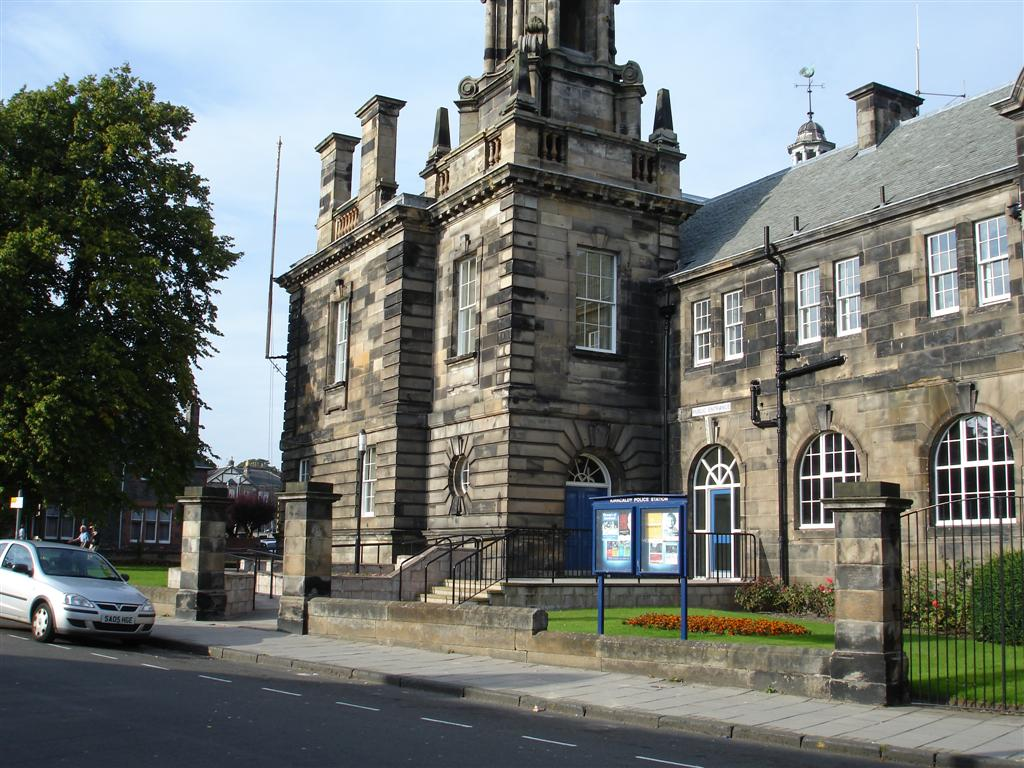
Estación de Policía de Kirkcaldy.

La estación de policía de Kirkcaldy, construida con el mismo estilo del Teatro Adam Smith y de las construcciones anteriores al Adam Smith College, está situada cerca del centro, en la avenida St. Brycedale.

### Ayuntamiento de Kirkcaldy
El ayuntamiento original estuvo ubicado en la calle mayor desde 1837 hasta 1935 en lo que es ahora un negocio de Marks and Spencer. 
El ayuntamiento actual abrió en 1958 en un nuevo sitio de la calle Hunter (en frente de la actual estación de autobuses) y tiene una distintiva aguja verde de cobre con la cara de un reloj. En el edificio ondean las banderas de quince países europeos.

### Corte del Sheriff de Kirkcaldy
Kirkcaldy tiene una corte del sheriff para la totalidad del distrito (inclusive Glenrothes). La corte está situada en la parte superior de Whytescauseway.

### Ciudades hermanadas
Kirkcaldy está hermanada con Ingolstadt, una ciudad industrial situada en Baviera, Alemania, que cuenta con una población de 121 000 habitantes, en la cual se ubica la planta de coches de Audi.

## Religión

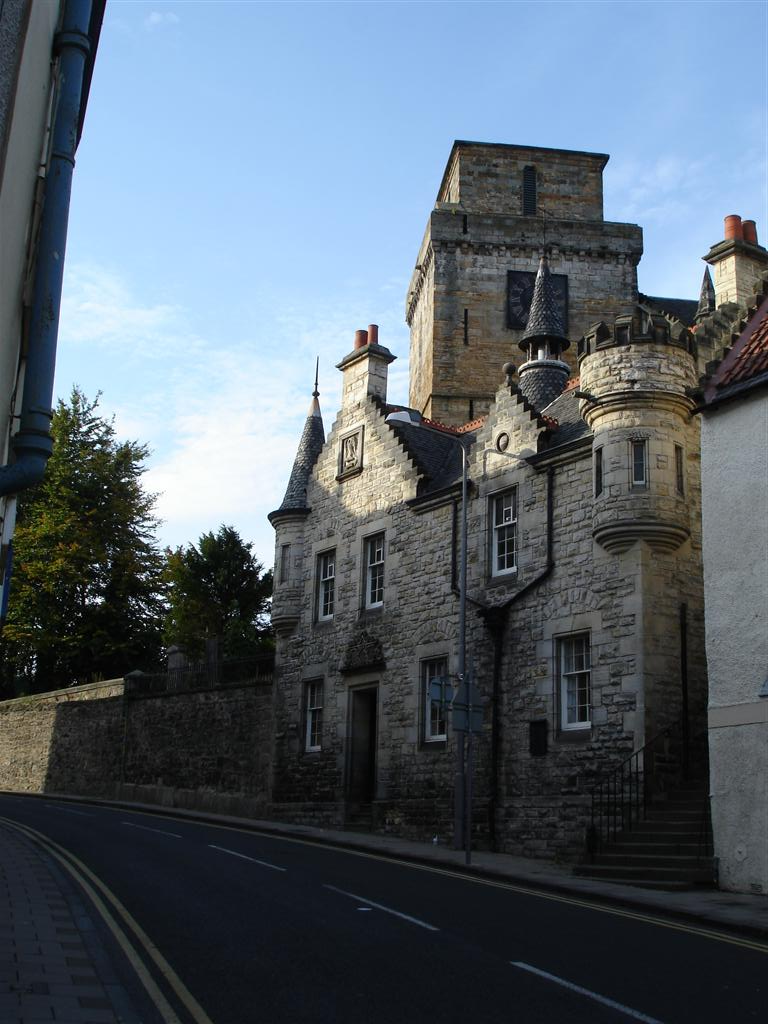
La torre normanda de la Antigua Iglesia Parroquial, vista desde Kirk Wynd, adyacente a las oficinas de Fife Free Press.

Kirkcaldy tiene una gran cantidad de iglesias. La más antigua, la Antigua Kirk, data de finales del siglo XVI. La iglesia más grande (al otro lado de Kirk Wynd) es la Iglesia de St. Brycedale, ahora conocida como St Bryce's Kirk, abierta en 1881. St. Bryce fue obispo de Tours, en Francia, y se piensa que la ciudad de Falkirk debe su nombre a él, siendo una derivación del gaélico y del anglosajón Eglwys Brioc (iglesia de Bryce). Bryce viajó a Escocia central a comienzos del siglo V.

### Iglesias
| Nombre                                                                           | Dirección                                | Código Postal |
| -------------------------------------------------------------------------------- | ---------------------------------------- | ------------- |
| Iglesia de Abbotshall                                                            | Abbotshall Road Kirkcaldy                | KY2 5PH       |
| Kirkcaldy Old Kirk (Old Parish Church)                                           | 2 Townsend Place Kirkcaldy               | KY1 1HB       |
| Capilla del Último Día de Jesucristo                                             | Winifred Crescent / Forth Park Kirkcaldy | KY2 5SX       |
| Iglesia de Linktown                                                              | calle Nicol, Kirkcaldy                   | KY1 1NY       |
| Iglesia Evangélica de Newcraigs                                                  | Forres Drive, Kirkcaldy                  | KY2 6YL       |
| Baptista de Pathhead                                                             | calle Anderson, Kirkcaldy                | KY1 2AQ       |
| Iglesia Parroquial de Pathhead                                                   | calle Church, Kirkcaldy                  | KY1 2AJ       |
| Iglesia de Rhema                                                                 | 131 calle Links, Kirkcaldy               | KY1 1QL       |
| St Bryce´s Kirk (St Brycedale unida con la Antigua Kirk para proteger su futuro) | Avenida St Brycedale, Kirkcaldy          | KY1 1ET       |
| Iglesia de San Juan de Escocia                                                   | Meldrum Road, Kirkcaldy                  | KY2 5LE       |
| Iglesia de Santa María                                                           | 101 Dunnikier Road, Kirkcaldy            | KY2 5AP       |
| Iglesia Ortodoxa de Templehall                                                   | Beauly Place, Kirkcaldy                  | KY2 6EX       |
| La Iglesia de Cristo                                                             | Hayfield Road, Kirkcaldy                 | KY2 5DG       |
| La Iglesia Copta Ortodoxa de Escocia                                             | calle Links, Kirkcaldy                   | KY1 1QE       |
| Iglesia Baptista de Whytescauseway                                               | 94 Barry Road Kirkcaldy                  | KY2 6JL       |

### Asociaciones eclesiásticas
En una época la 4.ª Compañía de la Boys Brigade de Kirkcaldy fue la compañía más grande de la organización.

### Rivalidad de ciudades, Kirkcaldy contra Glenrothes
- "Glenrothes Could Become Top Town"
- "Town Wars: the gloves are off!"
- "The Future - A Merged Glenrothes and Kirkcaldy"
- "Kirkcaldy Hits Back in Furious Row"

### Economía & Empleo
- "Job Figures Shock for Kirkcaldy and Dundee"
- "Are We Really Such a Poor Town?"
- "200 Jobs: Come and Get Them!
- "Schemes Where Poverty is Rife and 50% Are Out of Work